# Вибух на складі феєрверків у Енсхеде
Вибух на складі феєрверків у Енсхеде — техногенна катастрофа, що сталася 13 травня 2000 року в Енсхеде (Нідерланди). На складі, розташованому в житловому районі, стався вибух 177 тонн феєрверків, унаслідок чого загинули 23 особи, з них четверо — пожежники, і ще 950 поранено. Загалом зруйновано 400 будинків, а ще 1500 — пошкоджено.
Потужність першого вибуху становила близько 0,8 тонни в тротиловому еквіваленті (3,3 ГДж), тоді як потужність останнього — приблизно 4-5 тонн у тротиловому еквіваленті (17-21 ГДж). Найсильніший вибух було чути на відстані 30 км. Для допомоги у гасінні пожежі викликали пожежні команди зі сусідніх районів, а також із Німеччини. До кінця дня ситуацію вдалося взяти під контроль.
Компанія SE Fireworks, якій належав склад, була основним постачальником піротехніки для концертів та інших великих святкових заходів у Нідерландах. До катастрофи вона мала добрі показники під час перевірок безпеки.

## Причина

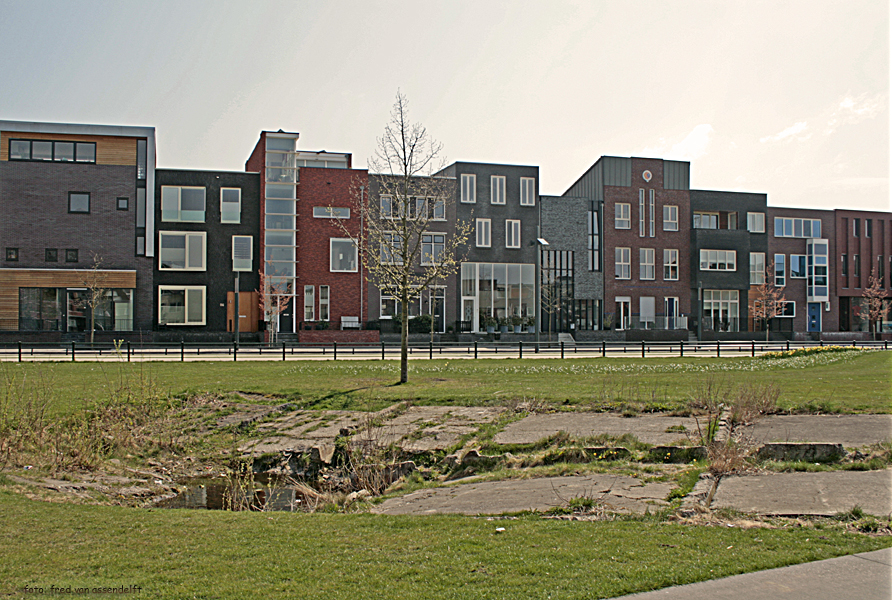
Кратер, утворений унаслідок вибуху.

Припускають, що пожежа, яка викликала вибух, почалася всередині центральної будівлі складу SE Fireworks, де зберігалося близько 900 кг феєрверків. Потім вона поширилася за межі будівлі на два транспортні контейнери, незаконно використовувані для зберігання запальних речовин. Зрештою це призвело до вибуху 177 тонн феєрверків, який і спричинив основні руйнування.
За однією з теорій, яка пояснює масштаби катастрофи, внутрішні протипожежні двері в центральній будівлі, які мали стримати розповсюдження вогню, залишилися відчиненими. Теоретично, вибух вважався малоймовірним, оскільки феєрверки зберігалися в герметичних контейнерах, спеціально призначених для мінімізації ризику таких ситуацій. Однак незаконне використання транспортних контейнерів знизило безпеку, особливо тому, що вони були розташовані близько один до одного і не були відокремлені земляними валами або іншими перегородками.
За тиждень до вибуху на підприємстві відбулася перевірка. Було визнано, що компанія виконала всі офіційні правила безпеки, а законно імпортовані феєрверки перевірила влада Нідерландів та визнала придатними до використання. Однак після вибуху жителі постраждалого району Ромбек — бідного робітничого району — поскаржилися на бездіяльність уряду, заявивши, що катастрофа була очікуваною.
На момент будівництва 1977 року, склад перебував за межами міста, але в міру будівництва нових житлових районів його повністю оточено житловою забудовою, що переважно складається зі соціального житла. Місцеві жителі та члени міської ради заявили, що навіть не знали, що в їхньому районі міститься склад феєрверків. Пізніше в ході судового розгляду суддя заявив, що міська влада не вчинила жодних дій, попри те, що знала, що розміщення таких підприємств у місті заборонено законом. Вона діяла «цілком незрозуміло», дозволивши компанії розширюватися, побоюючись, що місту доведеться сплатити витрати на переїзд підприємства в інше місце.

## Руйнування

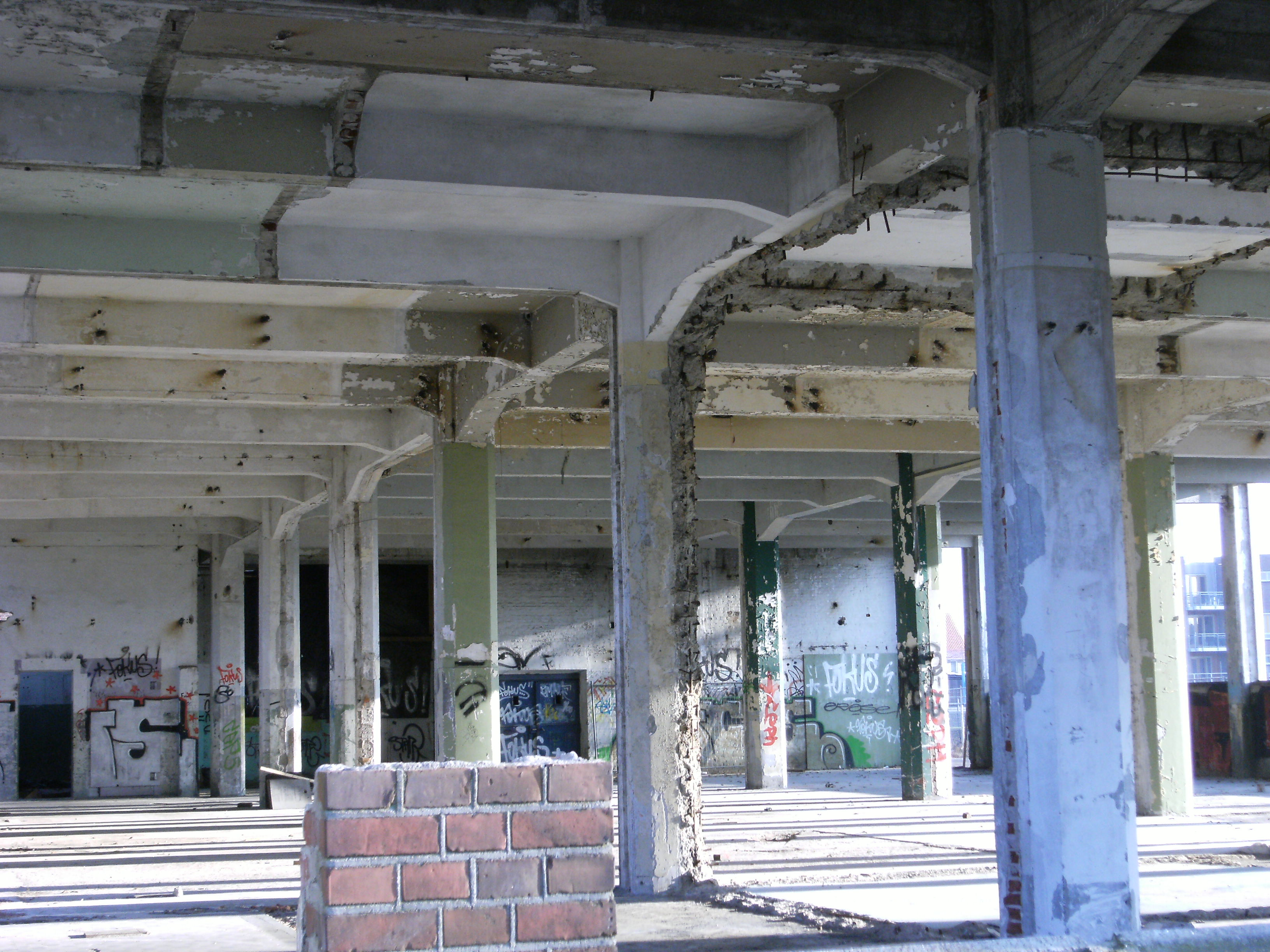
Зруйнований корпус заводу у 2008 році

Внаслідок вибуху зруйновано територію навколо складу площею 40 га. Ця фабрика феєрверків була єдиним підприємством такого роду в Нідерландах, яке розташовувалося в житловому районі. Зруйновано близько 400 будинків, спалено 15 вулиць та пошкоджено загалом 1500 будинків, внаслідок чого 1250 осіб залишилися без даху над головою, що фактично знищило район Ромбек. Десять тисяч жителів евакуйовано, а збитки зрештою наблизилися до 1 млрд гульденів (454 млн євро).
Уряд Нідерландів попередив, що внаслідок вибуху в повітря потенційно міг потрапити шкідливий азбестовий пил, оскільки вогонь поширився на розташовану поруч пивоварню Grolsch Beer з азбестовим дахом.

## Шкода здоров'ю
2005 року опубліковано результати дослідження на основі електронних медичних карт лікарів загальної практики, в якому порівнювали 9329 постраждалих із контрольною вибіркою з 7329 осіб у період від 16 місяців до катастрофи до 2,5 року після катастрофи.
Дослідження показало, що за два з половиною роки після катастрофи поширеність психологічних проблем у жертв, яким довелося переїхати, збільшилася приблизно вдвічі, а у непереселених жертв — на одну третину порівняно з контрольною групою. У переселених жертв спостерігалося найвище зростання незрозумілих з медичної точки зору фізичних симптомів, таких як: стомлюваність, головний біль, нудота, біль у животі та інші шлунково-кишкові захворювання.

## Судовий процес
20 травня влада Нідерландів видала міжнародний ордер на арешт двох менеджерів компанії, Руді Баккера (Rudi Bakker) та Віллі Патера (Willie Pater), після того, як їх не виявили вдома. Патер здався того ж дня, а Баккер на день пізніше.
У квітні 2002 року власників складу засуджено до шести місяців ув'язнення кожного за порушення норм охорони навколишнього середовища та пожежної безпеки, а також за незаконну роботу з феєрверками, а також до штрафу в розмірі 2250 євро кожного. Проте з обох зняли серйозніші звинувачення в недбалості, яка спричинила пожежу.
У травні 2003 року Апеляційний суд Арнема виправдав 36-річного Андре де Фріза за звинуваченнями у підпалі. Спочатку у травні 2002 року його визнано винним у підпалі та засуджено до 15 років ув'язнення.
У лютому 2005 року, після чотирьох з половиною років судових розглядів, шестимісячний термін кожному з власників збільшено до дванадцяти місяців.
За даними організації, відповідальної за розподіл компенсацій, UPV, яка розглянула 3519 позовів, жертвам вибуху присуджено загалом 8,5 млн. євро компенсації. Триста осіб отримали кошти для компенсації додаткових витрат, 136 осіб отримали гроші за втрату доходу, 1477 осіб отримали компенсацію за проблеми зі здоров'ям.

## Зміни правил пожежної безпеки

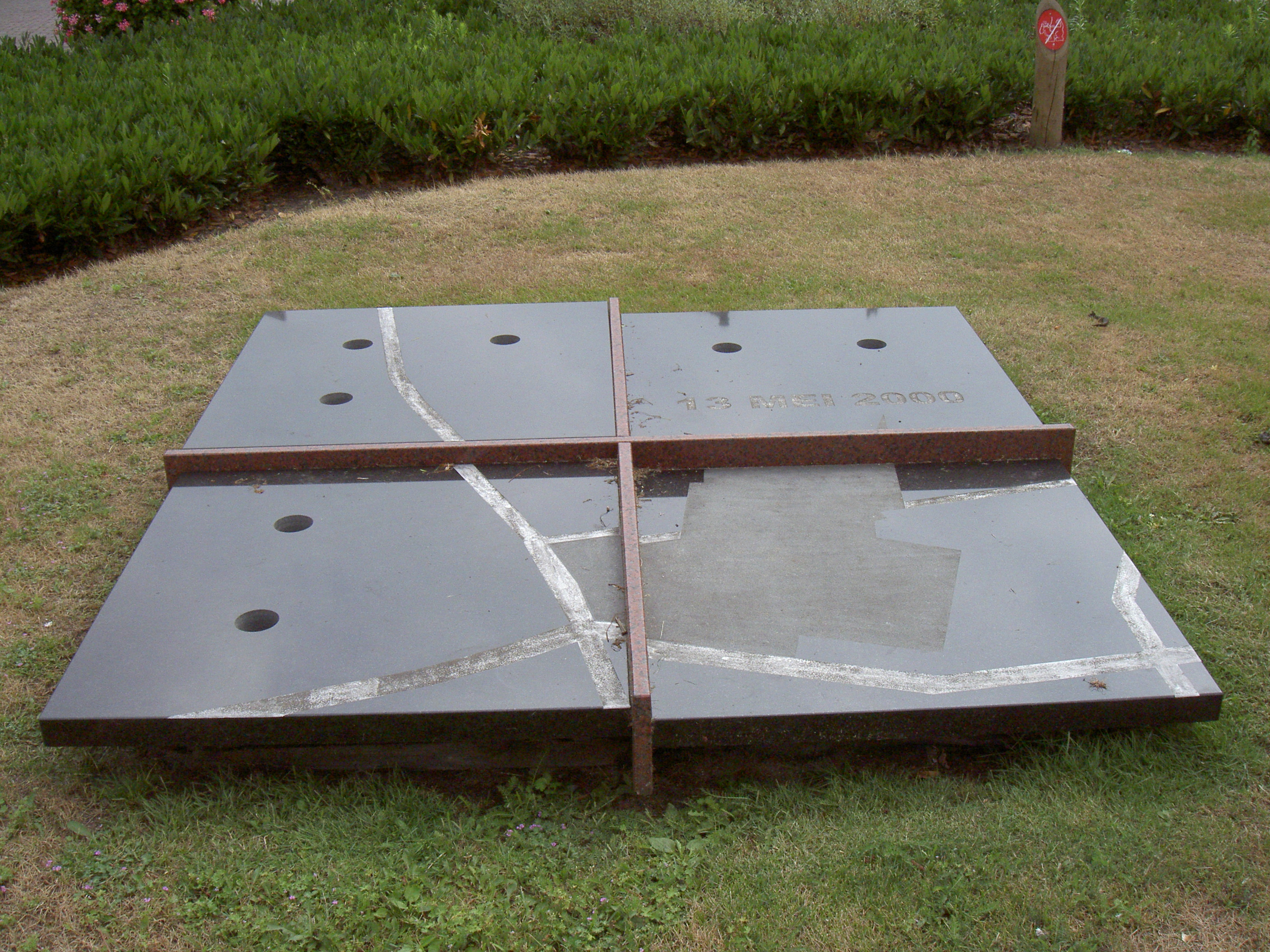
Меморіал жертв катастрофи з картою руйнувань навколо складів

Катастрофа в Енсхеде спричинила посилення правил безпеки в Нідерландах щодо зберігання та продажу феєрверків. Район Ромбек, зруйнований вибухом, відбудовано. Після катастрофи в Нідерландах закрито три незаконні склади феєрверків.

## Пам'ять
Від 2000 року в Ромбеку щорічно проводяться публічні поминальні служби під керівництвом мера. Темою 2004 року було «повернення додому».

## У популярній культурі
Події катастрофи стали джерелом натхнення для місії «Вибух на фабриці феєрверків» у грі Emergency 4: Global Fighters for Life.